# اصغر مامین
اصغر مامین (قزاقی: Асқар Ұзақбайұлы Мамин اسقار ۇزاقبايۇلى مامين؛ زادهٔ ۲۳ اکتبر ۱۹۶۵) سیاستمدار و اقتصاددان اهل کشور قزاقستان است که از سال ۲۰۱۹ تا ۲۰۲۲ به عنوان نخست‌وزیر قزاقستان خدمت کرد و به دلیل فشارهای ناشی از ناآرامی‌های قزاقستان در سال ۲۰۲۲ استعفا داد. او از ۹ سپتامبر ۲۰۱۶ تا ۲۱ فوریه ۲۰۱۹ معاون اول نخست‌وزیر بود. وی پیش از این رئیس شرکت قزاقستان تمیر ژولی (شرکت ملی راه‌آهن قزاقستان) بود. وی همچنین به عنوان رئیس فدراسیون هاکی روی یخ قزاقستان خدمت می‌کند، سمتی که در سال ۲۰۰۸ به عهده گرفت.

## جوایز
- او برندهٔ جوایز نشان دوستی و لژیون دونور (شوالیه) شده‌است.